# Tancredi Scarpelli
Tancredi Scarpelli (1866 – 1937) è stato un illustratore e disegnatore italiano.

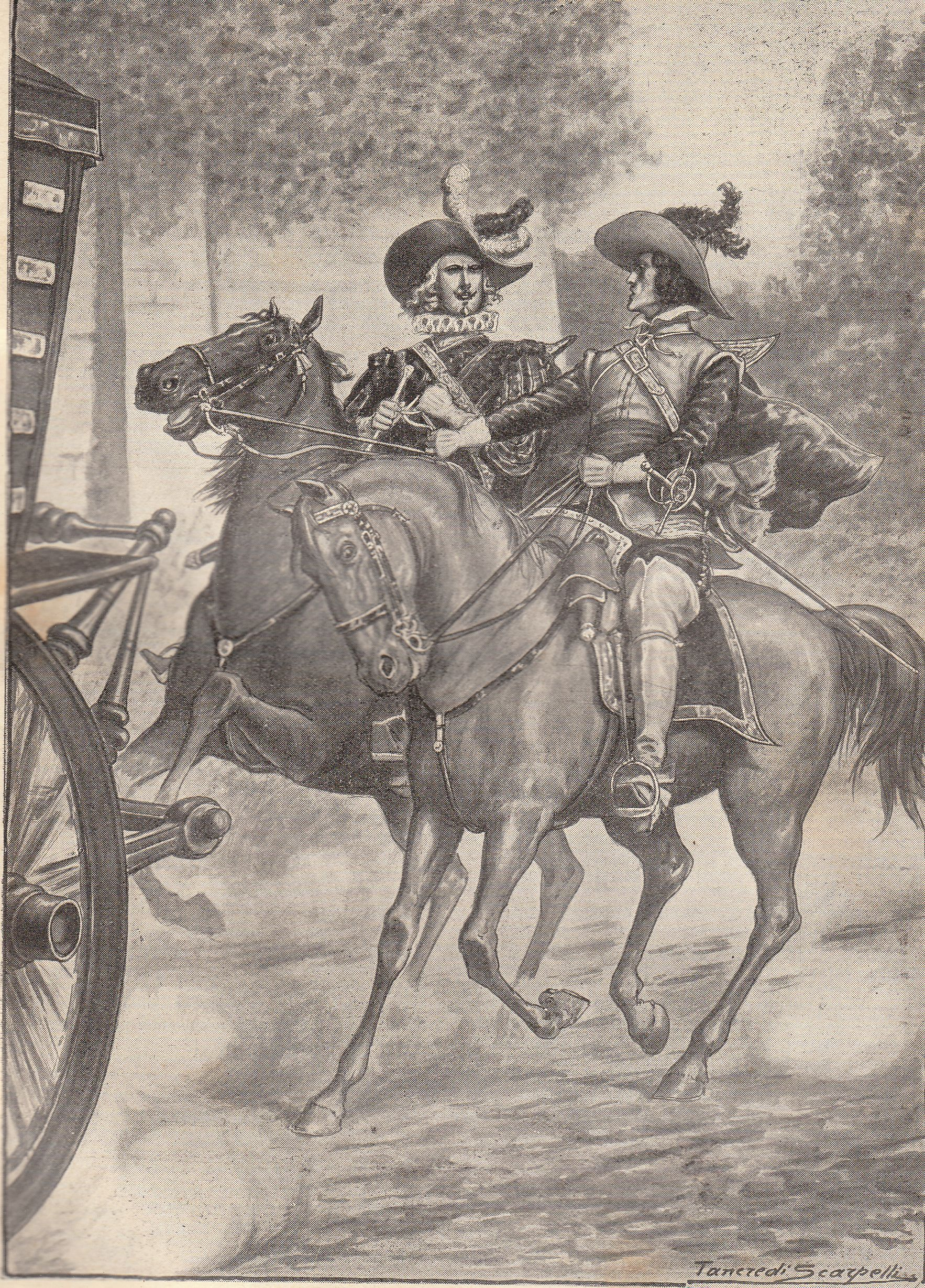
Illustrazione per il libro I tre moschettieri di Alessandro Dumas.

Fratello maggiore di Filiberto Scarpelli, lavorò per la casa editrice Giuseppe Nerbini di Firenze, disegnando tra l'altro fumetti e personaggi come Nick Carter, Nat Pinkerton, Giuseppe Petrosino e Lord Lister. Illustrò anche numerosi libri tra i quali la Storia d'Italia di Paolo Giudici, gialli, romanzi di Salgari, I promessi sposi di Manzoni (edizione del 1910 uscita a dispense, con 40 tavole di Scarpelli) e la Divina Commedia.
Recuperando i suoi disegni fatti per gli Albi della Brigata Allegra, la casa esitrice Nerbini pubblicò nel 1955 la raccolta di figurine intitolata I grandi esploratori e navigatori - Usi e costumi dei popoli. La raccolta venne riproposta nel 1960 dalla casa Alba di Tortona.